# Sveta Marija Dominika Mazzarello
Sveta Marija Dominika Mazzarello (tal. Maria Domenica Mazzarello; Mornese, 9. svibnja 1837. – Nizza Monferrato, 14. svibnja 1881.), talijanska katolička redovnica i svetica, suosnivačica Družba sestara Kćeri Marije Pomoćnice. Blaženom ju je proglasio papa Pio XI. 20. studenoga 1938., a svetom Pio XII. 24. lipnja 1951. godine. Spomendan joj je 13. svibnja. Simbol joj je ljiljan.

## Životopis
Rođena je u talijanskoj pokrajini Piemontu, u selu Morneseu, kao najstarija od trinaestero djece Josipa i Magdalene. Do 12. godine s obitelji je živjela u zaselku „Mazzarellli odavde“, u zajedničkom kućanstvu u kojem su živjela i očeva braća sa svojim obiteljima. Tad se odselila na unajmljeni posjed imenom Valponasca. Odmalena je otkrivala svijet i vjeru razmišljajući o njima. Odgovore je najčešće tražila od svoga oca. Na Valponasci maloj Mariji Dominici Maìn znatno promijenio. Ocu se pridružila u težačkim poslovima, najradije radeći u vinogradima i poljima. U njima je doživljavala otajstvo Božje ljepote i mudrosti. Sa 16. godina aktivna članica laičkog udruženja Kćeri Bezgrješne. Pomagala je unutar tog udruženja ženama i obiteljima u selu. S 21. godinu obitelj joj se ponovno seli u selo. Dvije godine zatim tifus se proširio selom. Marija je pošla njegovati bolesnu obitelj svoga strica, na župnikovu molbu. Rekla je tad „Ako Vi želite, idem, ali sigurna sam da ću se zaraziti“. Sama se zarazila. Preživjela je tešku bolest, ali je izgubila fizičku snagu za rad u poljima i vinogradima i dugo se oporavljala. Stoga se odlučila posvetiti brizi za siromašne djevojčice. Skupa s prijateljicom izučila je krojački zanat i otvorila radionicu gdje je poučavala djevojčice šivati, moliti i rasti u kršćanskim krjepostima.
Don Bosco i Marija Dominika prvi put su se sreli 1864. godine. Don Ivan je prepoznao jezgru redovničke družbe u njoj i njezinim kolegicama, baš onakve koju je htio osnovati. Tako je 5. kolovoza 1872. postala prva sestra novoosnovane Družbe Kćeri Marije Pomoćnice i njezina poglavarica. Posvećeni život prvih je godina provela u rodnom Morneseu. Ondje je sagrađen zavod za školovanje siromašnih djevojčica.
Marija Dominika je pridonijela salezijanskoj duhovnosti, udarivši temelj ženskom izrazu unutar nje. Osnovala je zajednice u Europi i Americi promičući dostojanstvo djevojčica i žena. Ostavila je veliki trag u svom kratkom životu. Umrla je sa samo 45 godina, a već je iza nje bilo 166 sestara i 28 zajednica. 68 pronađenih pisama sv. Marije Dominike svjedoči profinjenu nutrinu ove svetice, ponajviše njen dubok odnos s Bogom.

## Vanjske poveznice
|  | Zajednički poslužitelj ima još gradiva o temi Maria Dominica Mazzarello |
|  | Wikicitati imaju zbirke citata o temi Sveta Marija Dominika Mazzarello  |